# Nebetjunet
Nebetjunet („Dendera úrnője”, a név Hathor istennő egyik címe volt) ókori egyiptomi hercegnő a XVIII. dinasztia idején; III. Thotmesz és Meritré-Hatsepszut lánya.
Thotmesz és Meritré hat ismert közös gyermekének egyike, testvérei II. Amenhotep fáraó, valamint Menheperré herceg, Meritamon, a másik Meritamon és Iszet hercegnők. Ábrázolják nagyanyja, Hui ölében Hui egy szobrán, mely ma a British Museumban található, és melyen több testvérét is ábrázolják.